# Michael Good
Michael Timothy Good (Parma, 13 de outubro de 1962) é um astronauta e coronel da Força Aérea dos Estados Unidos.
Formado em engenharia aeroespacial pela Universidade de Notre Dame, entrou para a força aérea com a patente de segundo-tenente e foi designado para servir na Base Aérea de Englin, no estado da Flórida. Após qualificação como piloto, voou em mais de trinta tipos de aeronaves, incluindo caças F-111 e F-15, num total de 2300 horas de vôo, chegando ao posto de coronel-aviador.
Selecionado para o curso de astronautas pela NASA em 2000, Good completou o treinamento no Centro Espacial Lyndon B. Johnson, em Houston, Texas, e foi qualificado como especialista de missão pra vôos espaciais.
Seu primeiro voo espacial ocorreu entre 11 e 24 de maio de 2009, como integrante da STS-125 Atlantis, que levou ao espaço a tripulação encarregada da  última missão de manutenção e aprimoramento dos sistemas do telescópio espacial Hubble feita por um ônibus espacial.
Seu segundo voo espacial foi na missão STS-132, que transportou o módulo russo de pesquisa Rassvet para instalação na estrutura da ISS, em maio de 2010, última missão do ônibus espacial Atlantis ao espaço.